# Prästeståndets ledamöter vid riksdagen 1809–1810
Vid riksdagen 1809–1810 ingick följande ledamöter i prästeståndet. Biskoparna och pastor primarius i Stockholm var självskrivna medan övriga utsågs för respektive stift. Prästerskapet i Stockholms stad utsåg egna företrädare.

## Uppsala ärkestift
- Ärkebiskop Jacob Axelsson Lindblom
- Erik Abraham Almquist
- Erik Forssén
- Olof Hambræus (prost i Jomala i Åbo stift men godkänns tillhöra delegationen för Uppsala stift[2]; avsäger sig uppdraget 2/11 1809 på grund av Finlands skilsmässa från Sverige)
- Johan Kristoffer Hult
- Nils Insulin[3]
- Sven Caspersson Wijkman

## Linköpings stift
- Biskop Carl von Rosenstein
- Samuel Gustaf Harlingson
- Claes Magnus Livin
- Johan Loenbom
- Matthias Stenhammar

## Skara stift
- Biskop Thure Weidman
- Johan Henrik Brantenberg
- Carl Johan Knös
- Daniel Norén

## Strängnäs stift
- Biskop Johan Adam Tingstadius
- Mattias Falk
- Karl Gezelius
- Seth Wallqvist

## Västerås stift
- Biskop Erik Waller
- Tomas Jedeur
- Isak Mellgren
- Nils Erik Netzel
- Daniel Nohrborg

## Växjö stift
- Biskop Ludvig Mörner
- Per Johan Casparsson
- Petrus Starck

## Lunds stift
- Biskop Nils Hesslén (frånvarande)
- Wilhelm Faxe
- Nils Hallström
- Johan Jakob Hellman
- Christian Wåhlin

## Göteborgs stift
- Biskop Johan Wingård (frånvarande)
- Lars Rhodin
- Sven Tranchell
- Sven Johan Ödman

## Kalmar stift
- Biskop Magnus Stagnelius
- Jonas Lindeström

## Karlstads stift
- Biskop Olof Bjurbäck
- Per Alstedt

## Härnösands stift
- Biskop Carl Gustaf Nordin
- Jonas Genberg
- Abraham Renström

## Visby stift
- Biskop Nils Gardell
- Olof Johansson Fåhræus

## Stockholms stad
- Pastor primarius Gustaf Murray
- Arnold Asplund
- Per Samuel Drysén
- Per Isak Renström